# Plan de Agua Prieta, Las Margaritas
Plan de Agua Prieta är en ort i Mexiko.   Den ligger i kommunen Las Margaritas och delstaten Chiapas, i den sydöstra delen av landet, 800 km öster om huvudstaden Mexico City. Plan de Agua Prieta ligger 1 703 meter över havet och antalet invånare är 236.
Terrängen runt Plan de Agua Prieta är platt åt sydost, men åt nordväst är den kuperad. Runt Plan de Agua Prieta är det ganska tätbefolkat, med 54 invånare per kvadratkilometer. Närmaste större samhälle är Las Margaritas, 6,9 km öster om Plan de Agua Prieta. I omgivningarna runt Plan de Agua Prieta växer huvudsakligen savannskog.